# Charles Hubbard (tir à l'arc)
Pour les articles homonymes, voir Hubbard.
Cet article concerne un archer américain. Pour l'homme politique canadien, voir Charles Hubbard.
Charles Randolph Hubbard, né le 20 août 1849 à Cincinnati (Ohio) et mort le 28 mars 1923 à Hamilton (Ohio), est un archer américain.

## Biographie
Aux Jeux olympiques d'été de 1904 se tenant à Saint-Louis, Charles Hubbard remporte la médaille d'argent par équipe avec les Cincinnati Archers. Il se classe onzième de l'épreuve individuelle de double american round.